# NGC 7282
NGC 7282 is een balkspiraalstelsel in het sterrenbeeld Hagedis. Het hemelobject werd op 2 oktober 1878 ontdekt door de Franse astronoom Édouard Jean-Marie Stephan.

## Synoniemen
- UGC 12034
- MCG 7-46-7
- ZWG 531.6
- IRAS 22236+4003
- PGC 68843